# 库尼茨撞击坑
库尼茨（英語：Cunitz）是一个金星上的撞击坑，位于艾斯特拉区西部，北纬14.5度、东经350.9度，直径为48.6公里，被以十七世纪西里西亚女天文学家玛丽亚·库尼茨的名字命名。